# Rödbrun myrfågel
Rödbrun myrfågel (Thamnistes anabatinus) är en fågel i familjen myrfåglar inom ordningen tättingar.

## Utbredning och systematik
Rödbrun myrfågel delas in i sju underarter:
- anabatinus-gruppen
  - Thamnistes anabatinus anabatinus – förekommer i Atlantsluttningen från sydöstra Mexiko till Guatemala, Belize och Honduras
  - Thamnistes anabatinus saturatus – förekommer i Atlantsluttningen i Nicaragua, Costa Rica och västligaste Panama
  - Thamnistes anabatinus coronatus – förekommer från centrala och östra Panama (Veraguas till Darien) och nordvästra Colombia
  - Thamnistes anabatinus intermedius – förekommer i Stillahavssluttningen i västra Colombia och Ecuador
- aequatorialis-gruppen
  - Thamnistes anabatinus gularis – förekommer i nordvästligaste Venezuela (Táchira) och (närliggande nordöstra Colombia)
  - Thamnistes anabatinus aequatorialis – förekommer i lågland i sydöstra Colombia, östra Ecuador och nordligaste Peru

Tidigare behandlades perumyrfågel (T. rufescens) som underart till rödbrun myrfågel, och vissa gör det fortfarande. Sedan 2016 urskiljer Birdlife International och naturvårdsunionen IUCN aequatorialis-gruppen som den egna arten Thamnistes aequatorialis, vari rufescens inkluderas.

## Status
Internationella naturvårdsunionen IUCN bedömer hotstatus för underartsgrupperna var för sig, båda som livskraftiga.